# Yelizavetra Ovchinnikova
Yelizavetra Ovchinnikova –en ruso, Елизавета Овчинникова– (9 de agosto de 1998) es una deportista rusa que compitió en natación sincronizada. Ganó una medalla de oro en los Juegos Europeos de Bakú 2015, en la prueba combinación libre.

## Palmarés internacional
| Juegos Europeos | Juegos Europeos   | Juegos Europeos | Juegos Europeos   |
| Año             | Lugar             | Medalla         | Prueba            |
| --------------- | ----------------- | --------------- | ----------------- |
| 2015            | Bakú (Azerbaiyán) | Medalla de oro  | Combinación libre |